# شصت و هشتمین دوره جوایز بفتا
شصت و هشتمین دوره جوایز بفتا (انگلیسی: 68th British Academy Film Awards) شامگاه یکشنبه، ۸ فوریه ۲۰۱۵ (۱۹ بهمن) در رویال اپرا هاوس لندن برگزار شد. اجرای این مراسم بر عهده استیون فرای، نویسنده، بازیگر و کمدین بریتانیایی بود. در این مراسم، هتل بزرگ بوداپست با ۵ جایزه، در صدر برندگان قرار گرفت و پسرانگی با بردن جایزه‌های بهترین فیلم، بهترین کارگردانی و بهترین بازیگر نقش مکمل زن، تئوری همه چیز با بردن جایزه‌های بهترین بازیگر نقش اول مرد، بهترین فیلم‌نامه اقتباسی و بهترین فیلم انگلیسی و در نهایت شلاق با بردن جایزه‌های بهترین بازیگر نقش مکمل مرد، بهترین تدوین فیلم و بهترین تدوین صدا، هر کدام با ۳ جایزه این مراسم را ترک کردند.
در این دوره، ریچارد لینکلیتر توانست جایزه بهترین فیلم و بهترین کارگردانی را برای فیلم پسرانگی ازآن خود کند. ادی ردمین برای بازی در فیلم تئوری همه چیز در نقش استیو هاوکینگ و جولین مور در فیلم هنوز آلیس در نقش دکتر آلیس هولند، هر یک به ترتیب برنده جایزه بهترین بازیگر نقش اول مرد و زن شدند. جی کی سیمونس برای فیلم شلاق و پاتریشیا آرکت برای فیلم پسرانگی برنده‌های نقش مکمل بودند. در رشتهٔ بهترین پویانمایی (انیمیشن) نیز، فیلم لگو جایزه را نصیب خود کرد و جک او'کانل بهترین ستاره نو ظهور نام گرفت.

## نامزدی‌ها و جوایز
برندگان ۶۸امین جایزه بفتا
| بهترین فیلم | بهترین کارگردانی |
| --- | --- |

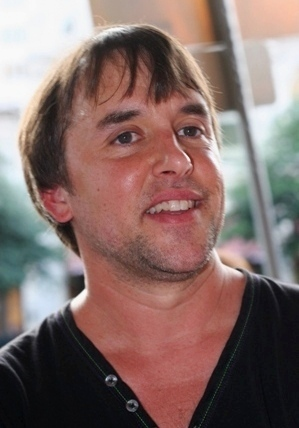
ریچارد لینکلیتر، برنده بهترین کارگردانی

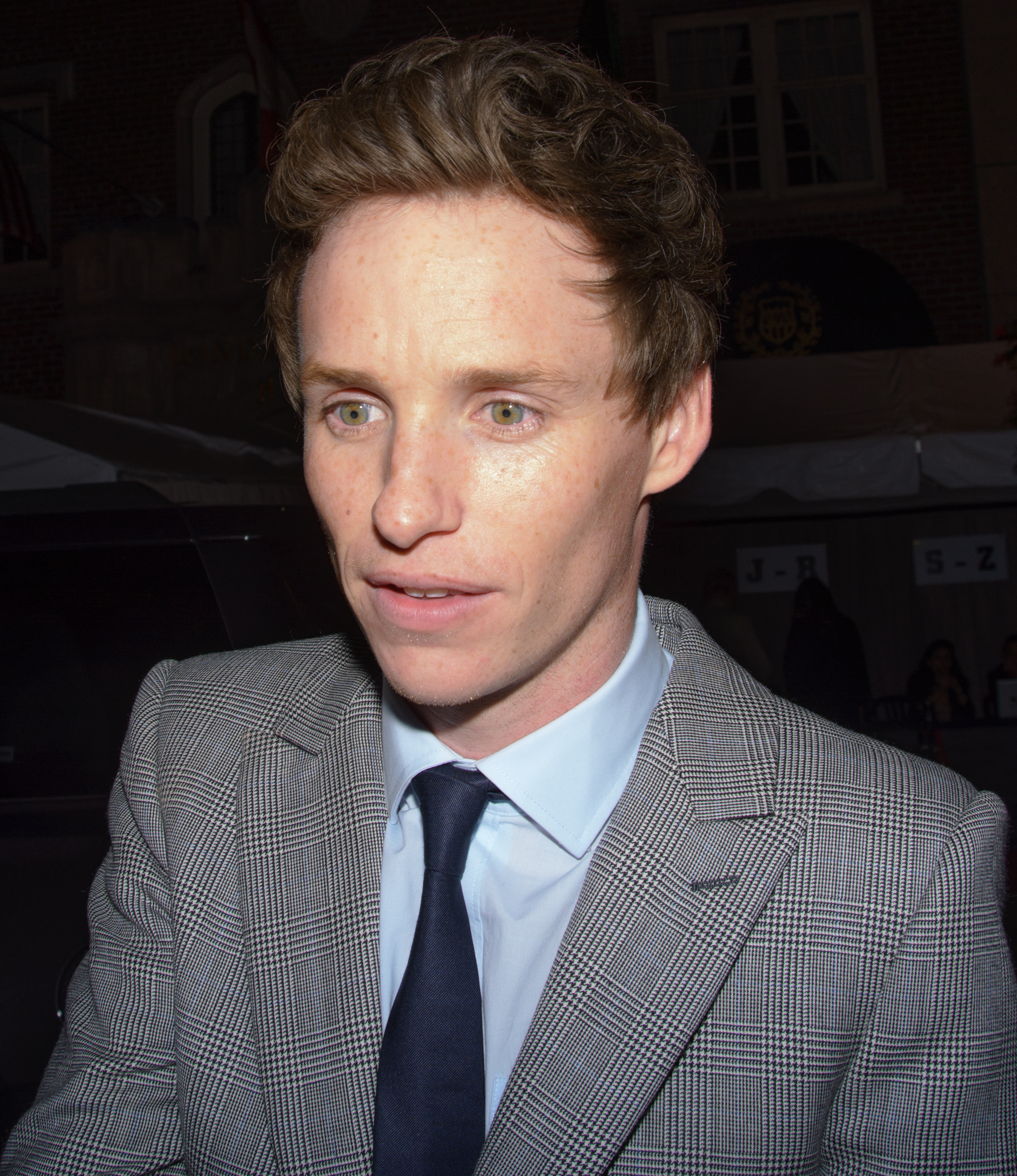
ادی ردمین، برنده بهترین بازیگر نقش اول مرد

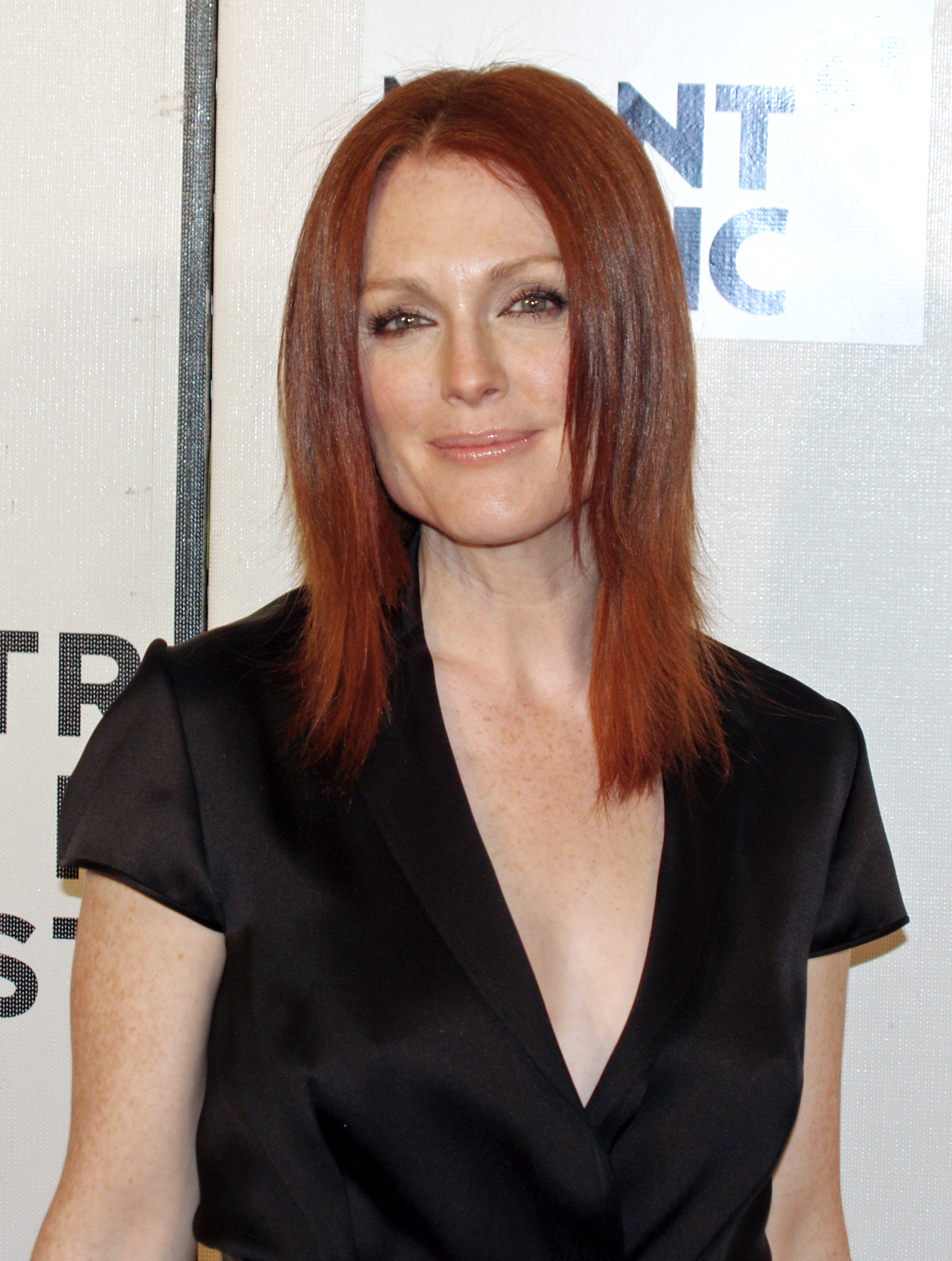
جولین مور، برنده بهترین بازیگر نقش اول زن

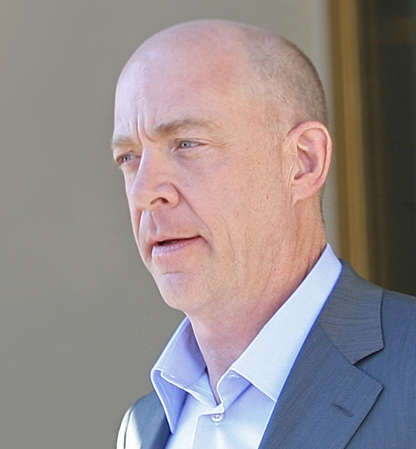
جی کی سیمونس، برنده بهترین بازیگر نقش مکمل مرد

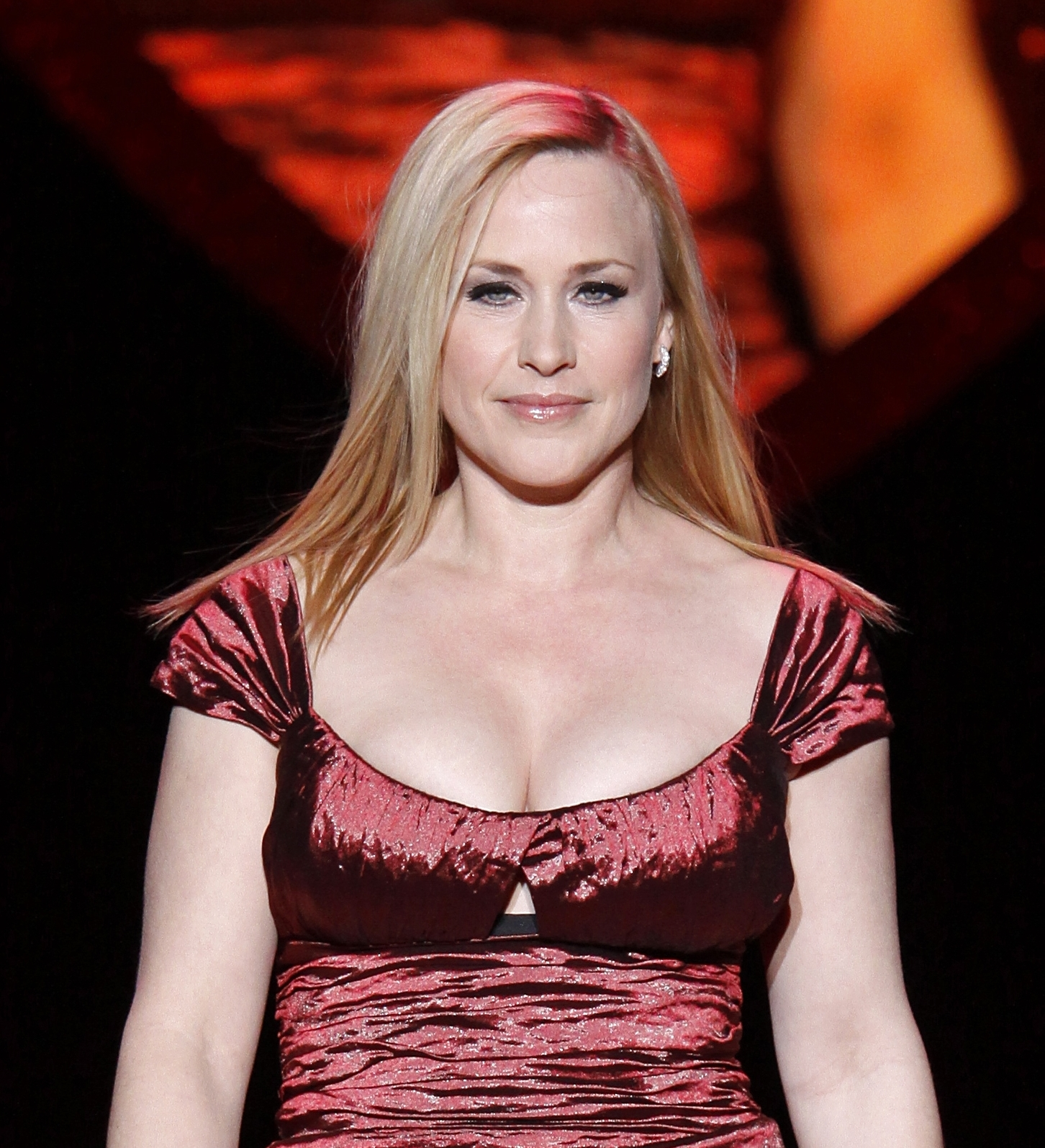
پاتریشیا آرکت، برنده بهترین بازیگر نقش مکمل زن

| پسرانگی – ریچارد لینکلیتر، کتلین ساترلند - مرد پرنده‌ای – آلخاندرو گونزالز اینیاریتو، جان لشر و جیمز اسکاچدپول - هتل بزرگ بوداپست – وس اندرسن، جرمی داوسون، استیون ام. رال و اسکات رودین - بازی تقلید – نورا گراسمن، ایدو اوستروسکی و تدی شوارزمن - تئوری همه چیز – تیم بیوان، اریک فلنر، لیزا بروس و آنتونی مک‌کارتن                       | ریچارد لینکلیتر – پسرانگی - وس اندرسن – هتل بزرگ بوداپست - دیمین شزل – شلاق - آلخاندرو گونزالز اینیاریتو – مرد پرنده‌ای - جیمز مارش – تئوری همه چیز |
| بهترین بازیگر نقش اول مرد | بهترین بازیگر نقش اول زن |
| ادی ردمین – تئوری همه چیز در نقش استیون هاوکینگ - بندیکت کامبربچ – بازی تقلید در نقش آلن تورینگ - رالف فاینس – هتل بزرگ بوداپست در نقش موسیو ستیو. اچ - جیک جیلنهال – شبگرد در نقش لوییس "لو" بلوم - مایکل کیتون – مرد پرنده‌ای در نقش ریگان تامسون                                                                                        | جولین مور – هنوز آلیس در نقش آلیس هولند - ایمی آدامز – چشمان بزرگ در نقش مارگارت کین - فلیسیتی جونز – تئوری همه چیز در نقش جین هاوکینگ - رزاموند پایک – دختر گم‌شده در نقش امی الیوت-دون - ریس ویدرسپون – وحشی در نقش چریل استرید |
| بهترین بازیگر نقش مکمل مرد | بهترین بازیگر نقش مکمل زن |
| جی کی سیمونس – شلاق در نقش ترنس فلیچر - استیو کارل – شکارچی روباه در نقش جان دو پونت - ایتن هاک – پسرانگی در نقش میسون ایوانز - ادوارد نورتون – مرد پرنده‌ای در نقش مایک شاینر - مارک رافالو – شکارچی روباه در نقش دیو شولتز | پاتریشیا آرکت – پسرانگی در نقش اولیویا ایوانز - کیرا نایتلی – بازی تقلید در نقش جان کلارک - رنه روسو – شب رو در نقش نینا رومینا - ایملدا استنتون – غرور در نقش هفینا هیدون - اما استون – مرد پرنده‌ای در نقش سامانتا تامسون |
| فیلم‌نامه اوریژینال | فیلم‌نامه اقتباسی |
| وس اندرسن و هیوگو گینس – هتل بزرگ بوداپست - دیمین شزل – شلاق - دن گیلروی – شبگرد - آلخاندرو گونزالز اینیاریتو، نیکلاس جیاکوبون، الکساندر دینلاریس، آرماندو بو – مرد پرنده‌ای - ریچارد لینکلیتر – پسرانگی | آنتونی مک‌کارتن – تئوری همه چیز - جیسون هال – تک‌تیرانداز آمریکایی - گیلیان فلین – دختر گم‌شده - پل کینگ & همیش مک‌کول – پدینگتون - گراهام مور – بازی تقلید |
| شروع برجسته یک نویسنده، کارگردان یا تهیه‌کننده انگلیسی | فیلم برجسته انگلیسی |
| استیون برسفورد (نویسنده) و دیوید لیوینگستون (تهیه‌کننده) – غرور - جریجوری برک (نویسنده) و یان دیمنج (کارگردان) – ۷۱ - ایلِین کُنستانتین (کارگردان/نویسنده) – نورتِرن سول - پاول کِیتیس (کارگردان/تهیه‌کننده) و آندره دی لوتبانیِر (تهیه‌کننده) – کاجاکی - هونگ خاو (کارگردان/نویسنده) – روشنایی                                                   | تئوری همه چیز – تیم بیوان، اریک فلنر، لیزا بروس و آنتونی مک‌کارتن - ۷۱ – یان دیمنج، آنگوست لامونت، رابین گاتچ، جریجوری برک - پدینگتون – پاول کینگ، دیوید هیمن - غرور – متیو وارچوز، دیوید لیوینگ استون، استیفن بریسفورد - بازی تقلید – نورا گراسمن، ایدو اوستروسکی و تدی شوارزمن - زیر پوست – جاناتان گلیزر، جیمز ویلسون، نیک وچسلر، والتر کامپل                               |
| بهترین فیلمبرداری | بهترین مستند |
| امانوئل لوبزکی – مرد پرنده‌ای - دیک پاپ – آقای ترنر - هویته ون هویتما – بین ستاره‌ای - رابرت یئومن – هتل بزرگ بوداپست - لوکاس زال و ریزارد لینزوسکی – آیدا | شهروند شماره چهار – لورا پویتراس - ۲۰ ۲۰ قدم تا ستاره بودن – مورگان نویل، کارتین راجرز، جیل فریسن(نامزدی پس از مرگش) - ۲۰٬۰۰۰ روز در زمین – ایان فارسیث ، جین پولارد - در جستجوی ویوین مایر – جان مالوف و چارلی سیسکل - ویرونگا – اورلاندو فون آینسایدل، جونا ناتاسگارا و جان درور                                                                                            |
| بهترین موسیقی فیلم | بهترین صدا |
| الکساندر دسپلات – هتل بزرگ بوداپست - یوهان یوهانسون – تئوری همه چیز - میکا لوی – زیر پوست - آنتونیو سانچز – مرد پرنده‌ای - هانس زیمر – بین ستاره‌ای | - شلاق – کریگ من، بن ویلکینز و توماس کرلی - تک‌تیرانداز آمریکایی – جان ریتز، گرگ رادلوف و والت مارتین - بردمن – جان تیلور، فرانک ای. مونتانیو و توماس وارگا - هتل بزرگ بوداپست – وین لمر، کریستوفر اسکارابوسیو، پاوِل دوزاک - بازی تقلید – جان مایلی، لی واپُل، استوارت هیلیکر، مارتین جنسن، اندی کندی                                                                           |
| بهترین طراحی صحنه | بهترین جلوه‌های ویژه تصویری |
| هتل بزرگ بوداپست – آدام اشتوکهاوزن، آنا پیناک - چشمان بزرگ – ریک هنریکس، شیِن ویئاو - بین ستاره‌ای – گری فتیس، ناتان کراولی - آقای ترنر – سوزی دیویس، شارلوت واتس - بازی تقلید – ماریا یورکویچ، تاتیانا مک دونالد | بین ستاره‌ای – پل فرانکلین، اندرو لاکلی، یان هانتر و اسکات فیشر - طلوع در سیاره میمون‌ها – جو لتری، دن لمون، دانیل برت و اریک وینکویست - نگهبانان کهکشان – استفان سراتی، نیکولا ایتادی، جاناتان فاوکنر و پل کورباولد - هابیت: نبرد پنج سپاه – جو لتری، دیوید کلایتون، آر. کریستوفر وایت - مردان ایکس: روزهای گذشته آینده – ریچارد استمرز، لو پکورا، تیم کروسبی و کمرون والدباور |
| بهترین طراحی لباس | بهترین گریم و آرایش مو |
| هتل بزرگ بوداپست – میلنا کانونرو - به سوی جنگل – کالین اتوود - آقای ترنر – جکلین دورن - بازی تقلید – سامی شلدون دیفر - تئوری همه چیز – استیون نوبل | هتل بزرگ بوداپست – فرانسس هنن و مارک کولیر - نگهبانان کهکشان – الیزابت ییانی-جورجیو و دیوید وایت - به سوی جنگل – پیتر کینگ، جی. روی هیلند - آقای ترنر – کریستین بلاندل، لیسا وارنر - تئوری همه چیز – جان سیول |
| بهترین تدوین فیلم | بهترین فیلم غیر انگلیسی‌زبان |
| شلاق – تام کراس - مرد پرنده‌ای – داگلاس کرایس، استیون میریون - شب رو – جان گیلوری - هتل بزرگ بوداپست – بارنی پیلینگ - بازی تقلید – ویلیام گلدنبرگ - تئوری همه چیز – Jinx Godfrey | آیدا – پاول پاولیکوفسکی - لویاتان – آندری زویاگینتسف - ظرف ناهار – ریتش باترا - آشغال – استیون دالدری - دو روز، یک شب – ژان پیر داردن، لوک داردن |
| بهترین انیمیشن | بهترین انیمیشن کوتاه |
| فیلم لگو – فیل لورد، کریستوفر میلر - شش قهرمان بزرگ – دون هال، کریس ویلیامز - عروسک‌های جعبه‌ای – انتونی استکی، گراهام آنابل و تراویس نایت | تصویر بزرگ‌تر – دیزی جیکوبز و کریستوفر هس - تجربه عشق میمون – آینسایل هندرسون، کم فراسر، ویل اندرسون - پدر من – مارکوس آرمیتیج |
| بهترین فیلم کوتاه | جایزه ستاره نو ظهور بفتا |
| Boogaloo and Graham – Brian J. Falconer، Michael Lennox، Ronan Blaney - Emotional Fusebox – Michael Berliner، Rachel Tunnard - Slap – Islay Bell-Webb، Michelangelo Fano، Nick Rowland - The Kármán Line – Campbell Beaton، Dawn King، Tiernan Hanby، Oscar Sharp - Three Brothers – Aleem Khan، Matthieu De Braconier، Stephanie Paeplow | جک او'کانل - گوگو امبتا-را - مارگوت رابی - میلس تلر - شی‌لین وودلی |

## بیشترین نامزدی‌ها
هتل بزرگ بوداپست ساخته ون اندرسن با نامزدی در ۱۱ رشته در صدر فهرست نامزدهای قرار داشت، در این شب خوش درخشید و موفق به دریافت ۵ جایزه بفتا شد.
دو فیلم مرد پرنده‌ای و تئوری همه چیز (که درباره زندگی استیون هاوکینگ، فیزیک‌دان بریتانیایی است) با ۱۰ نامزدی در رده دوم قرار داشتند.
بازی تقلید که آن هم درباره زندگی یک ریاضی‌دان بریتانیایی است با نامزدی در ۹ رشته در رتبه بعدی قرار داشت.

### برنده‌ها
- ۵ جایزه: هتل بزرگ بوداپست
- ۳ جایزه: پسرانگی، تئوری همه چیز، شلاق

### نامزدی‌ها
- ۱۱ نامزدی: هتل بزرگ بوداپست
- ۱۰ نامزدی: مرد پرنده‌ای و تئوری همه چیز
- ۹ نامزدی: بازی تقلید
- ۵ نامزدی: پسرانگی و شلاق
- ۴ نامزدی: بین ستاره‌ای، آقای ترنر، و شبگرد
- ۳ نامزدی: غرور
- ۲ نامزدی: ۷۱، تک‌تیرانداز آمریکایی (فیلم)، چشمان بزرگ، شکارچی روباه، دختر گم‌شده، نگهبانان کهکشان، آیدا، به سوی جنگل، پدینگتون، و زیر پوست